# Ернест Пірс
Ернест «Едді» Пірс (англ. Ernest "Eddie" Peirce; 25 вересня 1909 — 23 січня 1998) — південноафриканський боксер, бронзовий призер Олімпійських ігор (1932).

## Біографія
Народився 25 вересня 1909 року в Сомерсет-Вест, Західна Капська провінція, Південна Африка.
Активні виступи розпочав у 1929 році. Протягом 1930–1932 років перемагав у національних аматорських турнірах. У 1930 році посів третє місце на перших Іграх Британської імперії в Гамільтоні.
У складі збірної команди ПАС брав участь у VII літніх Олімпійськах іграх 1924 року в Лос-Анджелесі (США).
Помер 23 січня 1998 року в місті Апачі-Джанкшн, штат Аризона, США.

## На Олімпійських іграх
Виступи у олімпійському боксерському турнірі розпочав відразу з чверть-фіналу, де переміг угорця Лайоша Шигеті. У півфіналі поступився майбутньому олімпійському чемпіонові 1932 року американцю Кармену Барту. У втішному фіналі за 3-є місце переміг майбутнього олімпійського чемпіона 1936 року француза Роже Мішело.

## Професійна кар'єра
На професійному ринзі дебютував 12 листопада 1932 року, перемігши Чарльза ван Рооєна. У січні 1933 року переміг у бою за вакантний титут чемпіона Трансваалю у середній вазі, а у травні того ж року здобув титул чемпіона Південної Африки у напівважкій вазі. Останній бій провів 13 липня 1942 року, поступившись Вінні Вінесу.
На професійній арені провів 107 боїв, з яких у 64 одержав перемогу, у 26 програв та 14 двобоїв звів унічию.